# Triásico Superior
| Era Eratema | Periodo Sistema | Época Serie         | Edad Piso              | Inicio, en millones de años |
| ----------- | --------------- | ------------------- | ---------------------- | --------------------------- |
| Mesozoico   | Cretácico       | Cretácico           | Cretácico              | 143,1                       |
| Mesozoico   | Jurásico        | Jurásico            | Jurásico               | 201,4±0,2                   |
| Mesozoico   | Triásico        | Superior / Tardío   | Rhaetiense Rhaetiano   | 205,7                       |
| Mesozoico   | Triásico        | Superior / Tardío   | Noriense Noriano       | 227,3                       |
| Mesozoico   | Triásico        | Superior / Tardío   | Carniense Carniano     | ~235                        |
| Mesozoico   | Triásico        | Medio               | Ladiniense Ladiniano   | 241,464 ± 0,28              |
| Mesozoico   | Triásico        | Medio               | Anisiense Anisiano     | 246,7                       |
| Mesozoico   | Triásico        | Inferior / Temprano | Olenekiense Olenekiano | 249,9                       |
| Mesozoico   | Triásico        | Inferior / Temprano | Induense Induano       | 252,2±0,5                   |

El Triásico Superior es la tercera y última serie del Triásico en la escala temporal geológica. Se denomina Triásico Tardío cuando se refiere a la época correspondiente. Sucede al Triásico Medio y precede al Jurásico Inferior (primera serie del Jurásico). Comienza hace unos 235 millones de años y finaliza hace unos 201 millones de años. Está dividido en tres pisos y edades: Carniense, Noriense y Rhaetiense.
El Triásico Superior se corresponde aproximadamente con los tramos medio y superior del Keuper en la antigua división europea del Triásico (hoy unidades litoestratigráficas, no geocronológicas).